# 한국종균생산협회
한국종균생산협회는 버섯종균 배양업을 영위하는 종묘업체의 공공이익 증진, 건전한 발전에 기여함을 목적으로 1974년 6월 4일 설립된 대한민국 농림수산식품부 소관의 사단법인이다. 사무실은 충청북도 음성군 생극면 송곡리 365에 있다.

## 주요 사업
- 종균의 품질향상을 위한 기술지도 및 교육
- 버섯원균을 회원사에게 계통별로 분양
- 종균의 공정거래확립 및 원활한 수급 추진
- 버섯관련정보 및 신기술 자료수집 제공
- 종균에 대한 각종 조사연구
- 종균 제조용 원․부자재의 공동구입 알선
- 기타 회원친목 및 공동이익 증진사업